# 최흥집
최흥집(崔興集, 1951년 8월 20일 ~  )는 대한민국의 공무원이다.
1974년 7급 공무원 공채에 합격하여 공직을 시작하였고, 제9대 강원도 정무부지사와 제7대 강원랜드 사장을 역임하였다. 2014년 6.4 지방 선거에서 강원도지사 새누리당 후보로 출마하였으나 낙선하였다.

## 학력
- 성덕국민학교 졸업
- 강릉중학교 졸업
- 강릉고등학교 졸업
- 관동대학교 경영학 학사 졸업
- 강원대학교 경영행정대학원 행정학 석사 졸업

## 경력
- 1997.12 ~ 2000.01 : 국제관광박람회조직위원회 총괄기획부 부장
- 2000.01 ~ 2001.01 : 강원도청 관광기획과 과장
- 2000.01 ~ 2001.01 : 강원도청 관광기획과 과장
- 2001.01 ~ 2001.10 : 강원도청 총무과 과장
- 2001.10 ~ 2002.12 : 강원도청 기획관
- 2003.01 ~ 2003.05 : 강원도청 환경관광문화국장
- 2003.05 ~ 2003.12 : 강원도청 산업경제국장
- 2003.12 ~ 2005.08 : 강릉시청 부시장
- 2005.09 ~ 2008.12 : 강원도청 기획관리실장
- 2008.12 ~ 2009.12 : 제9대 강원도 정무부지사
- 2011.07 ~ 2014.02 : 제7대 강원랜드 대표이사 사장

## 논란

### 알펜시아 부실 기획
2005년, 최흥집이 강원도청 기획관리실장으로 재직 중일 때 알펜시아를 기획하였는데, 강원도개발공사가 2004년부터 2010년 7월까지 평창군 대관령면 일대 4.91km2에 1조6836억원을 들여 조성한 알펜시아 리조트는 3억원 짜리 화장실 등 초호화 리조트 컨셉으로 조성되었지만 기획력 부족과 허술한 업무처리로 인해 분양 부진을 겪으며 1조원대의 부채를 안고 있다. 하루 이자만 1억원에 달한다.

### 강원랜드 부실 경영
최흥집이 강원랜드의 대표이사로 재직하며 손대는 사업마다 적자를 냈다. 강원랜드는 2012년 150억원을 들여 태백관광개발공사 지분 9.9%를 취득했다. 장부가액은 '0원'으로 처리됐다. 태백관광개발공사는 2013년 182억원의 순손실을 냈다. 또 강원랜드가 지분 27.27%를 보유한 문경레저타운은 2014년 1분기에만 12억원의 손실을 냈고, 삼척 퍼블릭 골프장 블랙밸리 컨트리클럽은 9억원 손실을 냈다. 강원랜드는 150억원을 들여 대천리조트 지분 29%를 취득했다. 장부가액은 112억원으로 25%가량 줄었다. 대천리조트는 11억원 순손실을 기록했으며, 하이원추추파크와 하이원상동테마파크도 각각 5억원 안팎 적자를 냈다. 강원랜드가 지분 100%를 보유한 자회사 하이원엔터테인먼트도 2014년 1분기에만 24억3,100만원의 순손실을 냈고, 동강시스타는 24억원가량 순손실을 기록했다. 강원랜드의 계열사 9개 중 8개사 수십억원에서 수백억원까지 순손실(2014년 3월말 기준)을 기록했는데, 이들 회사의 지분을 취득하는데 백수십억씩을 쏟아 붓고도 이득은커녕 장부가액이 '0원'으로까지 처리되기도 했다. 그래서 최흥집에게 '마이너스의 손'이라는 별명이 붙었다.
강원랜드의 이런 참담한 결과는 "경영의 '경'자도 모르는 인사들이 대거 '낙하산 투입'돼 자리를 꿰차고 앉아 무책임하게 도장을 찍어댄 탓에 살림살이가 엉망이 됐다"는 비판을 받았다. 실제 강원랜드를 구성하고 있는 임원들의 명단을 보면 정치인과 관료 출신 인사들이 대거 포진됐다.
강원랜드 노조는 "강원랜드는 2000년 창립 이래 각 부처 4급 이상 관료들의 재취업 현장이 됐다. 사장, 전무, 본부장, 상임감사 등 임원 28명 중 75%인 21명이 산업통상자원부, 문화체육관광부, 정치권 등의 관료 출신이다. 특히 사장 7명 중 6명이 정부가 꽂은 낙하산 인사였다. 전문성·책임 경영은 고사하고 임기만 지키고 나가면 그만인 생활봉급자형 관료 낙하산의 현주소이다. 카지노 입장료 인상이나 전자카드 도입가 같은 과제가 산더미처럼 쌓여있지만 관료 출신 경영진은 사익 쫓기에만 여념이 없었다."고 비판했다.
강원랜드는, 석탄산업 사양화로 낙후된 폐광지역의 경제를 진흥시키기 위해 추진하는 '폐광대체 산업지원' 목적으로 계열사들 지분을 확보했다. 그러나 폐광지역 발전이라는 사업 취지와 달리 관료 출신 경영진이 사익을 추구하기 위해 계열사 지분을 획득했다는 지적이 나온다. '낙하산 인사'가 추진하는 사업은 지역주민들의 피부에 와닿지 않고, 설상가상 강원랜드는 사회공헌과 지역복지 사업예산은 줄었다. 침체된 지역경기를 살리기 위한 강원랜드는 무능한 낙하산 인사들로 인해 더욱 절망의 늪으로 빠져들고 있는 상태"라고 비판했다. 강원랜드 노조는 사장 선임을 앞두고 낙하산 저지투쟁에 나섰다.

### 논문 표절
최흥집의 1993년 강원대학교 행정학 석사논문 '국가사업의 지방위임과 재원의 지방이전과 관한연구 : 강원도를 중심으로'가 1992년 작성된 동료 공무원 심우석씨의 논문 '내무부 지방행정연수원 고급간부양성과정 12기 연구논문'을 표절하였다는 논란이 되었다. 심우석 씨의 논문 분량 674페이지 분량에서 중 77페이지가 최흥집 후보 논문의 제목과 목차, 연구 목적, 연구 범위, 연구 방법, 내용 등의 77페이지 분량 대부분 일치했다.

### 강원랜드 채용비리
2012, 2013년 강원랜드 교육생 선발 과정에서 채용 청탁을 받고 대상자가 합격할 수 있도록 면접점수 조작 등을 지시한 혐의로 구속영장이 발부되었다. 최흥집 전 사장에게 직·간접적으로 채용을 청탁한 사람은 현직 국회의원을 비롯해 수십 명으로 파악됐다.

## 역대 선거 결과
| 실시년도 | 선거      | 대수 | 직책   | 선거구 | 정당     | 득표수    | 득표율          | 순위 | 당락 | 비고     |
| -------- | --------- | ---- | ------ | ------ | -------- | --------- | --------------- | ---- | ---- | -------- |
| 2014년   | 지방 선거 | 37대 | 도지사 | 강원도 | 새누리당 | 369,201표 | \| \| 48.17% \| | 2위  | 낙선 | 민선 6기 |
|          | 48.17%    |      |        |        |          |           |                 |      |      |          |